# Personer i Sverige födda i Rumänien
Till personer i Sverige födda i Rumänien räknas personer som är folkbokförda i Sverige och som har sitt ursprung i Rumänien. Enligt Statistiska centralbyrån fanns det 2017 i Sverige sammanlagt cirka 29 500 personer födda i Rumänien. 2019 bodde det i Sverige sammanlagt 44 400 personer som antingen själva var födda i Rumänien eller hade minst en förälder som var det.

## Historik
Under sent 1800-tal kom rumänska romer till Sverige. Mellan sent 1960-tal och sent 1980-tal flydde rumäner till Sverige från Nicolae Ceaușescus regim.

## Historisk utveckling

### Födda i Rumänien
| Personer i Sverige födda i Rumänien 1900–2024 | Personer i Sverige födda i Rumänien 1900–2024 | Personer i Sverige födda i Rumänien 1900–2024 | Personer i Sverige födda i Rumänien 1900–2024 | Personer i Sverige födda i Rumänien 1900–2024 |
| --- | --------------------------------------------- | --------------------------------------------- | --------------------------------------------- | --------------------------------------------- |
| |                                               |                                               |                                               |                                               |
| År |                                               |                                               | Folkmängd                                     |                                               |
| 1900 | 1900                                          |                                               | 3                                             |                                               |
| 1930 | 1930                                          |                                               | 34                                            |                                               |
| 1950 | 1950                                          |                                               | 531                                           |                                               |
| 1960 | 1960                                          |                                               | 719                                           |                                               |
| 1970 | 1970                                          |                                               | 1 221                                         |                                               |
| 1980 | 1980                                          |                                               | 1 977                                         |                                               |
| 1990 | 1990                                          |                                               | 8 785                                         |                                               |
| 2000 | 2000                                          |                                               | 11 776                                        |                                               |
| 2001 | 2001                                          |                                               | 11 954                                        |                                               |
| 2002 | 2002                                          |                                               | 12 172                                        |                                               |
| 2003 | 2003                                          |                                               | 12 343                                        |                                               |
| 2004 | 2004                                          |                                               | 12 536                                        |                                               |
| 2005 | 2005                                          |                                               | 12 748                                        |                                               |
| 2006 | 2006                                          |                                               | 12 910                                        |                                               |
| 2007 | 2007                                          |                                               | 15 214                                        |                                               |
| 2008 | 2008                                          |                                               | 17 352                                        |                                               |
| 2009 | 2009                                          |                                               | 18 532                                        |                                               |
| 2010 | 2010                                          |                                               | 19 741                                        |                                               |
| 2011 | 2011                                          |                                               | 21 016                                        |                                               |
| 2012 | 2012                                          |                                               | 22 079                                        |                                               |
| 2013 | 2013                                          |                                               | 23 299                                        |                                               |
| 2014 | 2014                                          |                                               | 24 666                                        |                                               |
| 2015 | 2015                                          |                                               | 26 358                                        |                                               |
| 2016 | 2016                                          |                                               | 27 974                                        |                                               |
| 2017 | 2017                                          |                                               | 29 546                                        |                                               |
| 2018 | 2018                                          |                                               | 31 040                                        |                                               |
| 2019 | 2019                                          |                                               | 32 294                                        |                                               |
| 2020 | 2020                                          |                                               | 32 741                                        |                                               |
| 2021 | 2021                                          |                                               | 33 695                                        |                                               |
| 2022 | 2022                                          |                                               | 35 565                                        |                                               |
| 2023 | 2023                                          |                                               | 36 738                                        |                                               |
| 2024 | 2024                                          |                                               | 36 870                                        |                                               |
| Anm.: Befolkning den 31 december respektive år förutom åren 1960 och 1970 som avser förhållandet den 1 november och år 1980 som avser förhållandet den 15 september. |                                               |                                               |                                               |                                               |